# Curling mixte
 (mars 2018).
Si vous disposez d'ouvrages ou d'articles de référence ou si vous connaissez des sites web de qualité traitant du thème abordé ici, merci de compléter l'article en donnant les références utiles à sa vérifiabilité et en les liant à la section « Notes et références ».
Le curling mixte est une spécialité du curling pratiquée par des hommes et des femmes ensemble. Certains matchs de curling locaux et scolaire sont mixtes, tandis que la plupart des championnats de curling de haut niveau sont divisés en compétitions masculines et féminines. Une équipe mixte normale est composée de deux hommes et deux femmes avec les lanceurs en alternance. En 2008, la Fédération mondiale de curling a lancé un championnat du monde de curling en double mixte.
Le championnat du monde mixte de curling est l'événement mondial de curling mixte de haut niveau. Les championnats du monde de curling et les deux tournois canadiens les plus importants, connus sous le nom de Tournoi des Cœurs Scotties et Brier Tim Hortons, sont des tournois monosexes ou divisés en divisions monosexuelles.

## En double mixte
Au curling en double mixte, deux joueurs, une femme et un homme, composent chaque équipe. L'idée a été développée en 2001 par Warren Hansen, ancien curleur devenu dirigeant, pour être l'une des quatre disciplines faisant partie de la nouvelle Coupe continentale de curling (en), compétition annuelle s'inpirant de la Ryder Cup opposant six équipes représentant le continent nord-américain et six équipes représentant le reste du monde.
Le premier championnat du monde de curling en double mixte a eu lieu en 2008. Depuis sa création, la Suisse a remporté six des dix premiers titres. La Russie et la Hongrie ont remporté deux titres.
Le Comité international olympique (CIO) n'a pas approuvé l'inclusion de la discipline aux Jeux olympiques d'hiver de 2010,, mais la tentative d'inclure le curling en double mixte l'hiver suivant fut une réussite. La discipline fait ses débuts aux Jeux olympiques d'hiver de 2018.

### Règles du jeu
Au début de chaque manche, deux pierres ouvrent le jeu - une à l'arrière de 4 pieds avec l'avant de la pierre du centre même de la maison, et une pierre de la couleur opposée gardant sur la ligne centrale, à mi-chemin entre l'avant de la maison et la ligne de jeu (hog line). Au total, cinq pierres sont jouées par équipe, avec un comptage des points classique. Un lanceur doit lancer la première et la dernière pierre de chaque manche, tandis que l'autre lanceur doit lancer les trois pierres intermédiaires. 
Aucune pierre, y compris celles dans la maison, ne peut être retirée du jeu avant le lancer de la quatrième pierre. S'il y a violation, la pierre lancée doit être retirée du jeu, et toutes les pierres déplacées doivent être replacées à leur position d'origine par l'équipe non fautive.
À l'origine, le membre non lanceur de l'équipe doit être derrière la maison jusqu'à ce que la pierre soit sortie. Cette règle a été assouplie lors de la saison 2016-2017 : le membre non lanceur est autorisé à être près du lanceur pour pouvoir démarrer le balayage immédiatement si nécessaire.
Un autre concept, connu sous le nom de « l'option », est donné à l'une des équipes. La possibilité est donnée à l'équipe qui n'a pas marqué lors de la précédente manche. L'équipe avec l'option peut sélectionner l'une des deux pierres en jeu et la définir comme la leur. Le « marteau » (dernier lancer (d'une manche) va alors à l'équipe dont la pierre dans la maison.
Durant la saison 2015-2016, une nouvelle règle appelée « le jeu de puissance » a été ajoutée. Chaque équipe peut l'exercer une seule fois dans une partie, et seulement quand ils ont le marteau. Au lieu de positionner la pierre dans la maison sur la ligne du centre, elle est placée à cheval sur le bord du cercle de 8 pieds, avec le bord arrière de la pierre touchant la ligne du « t ». La pierre de garde de l'adversaire est jouée en ligne avec la pierre dans la maison et le « hack » (appui-pied ou bloc de départ). Le jeu de puissance ne peut pas être utilisé dans une manche supplémentaire.